# ロジャース委員会報告

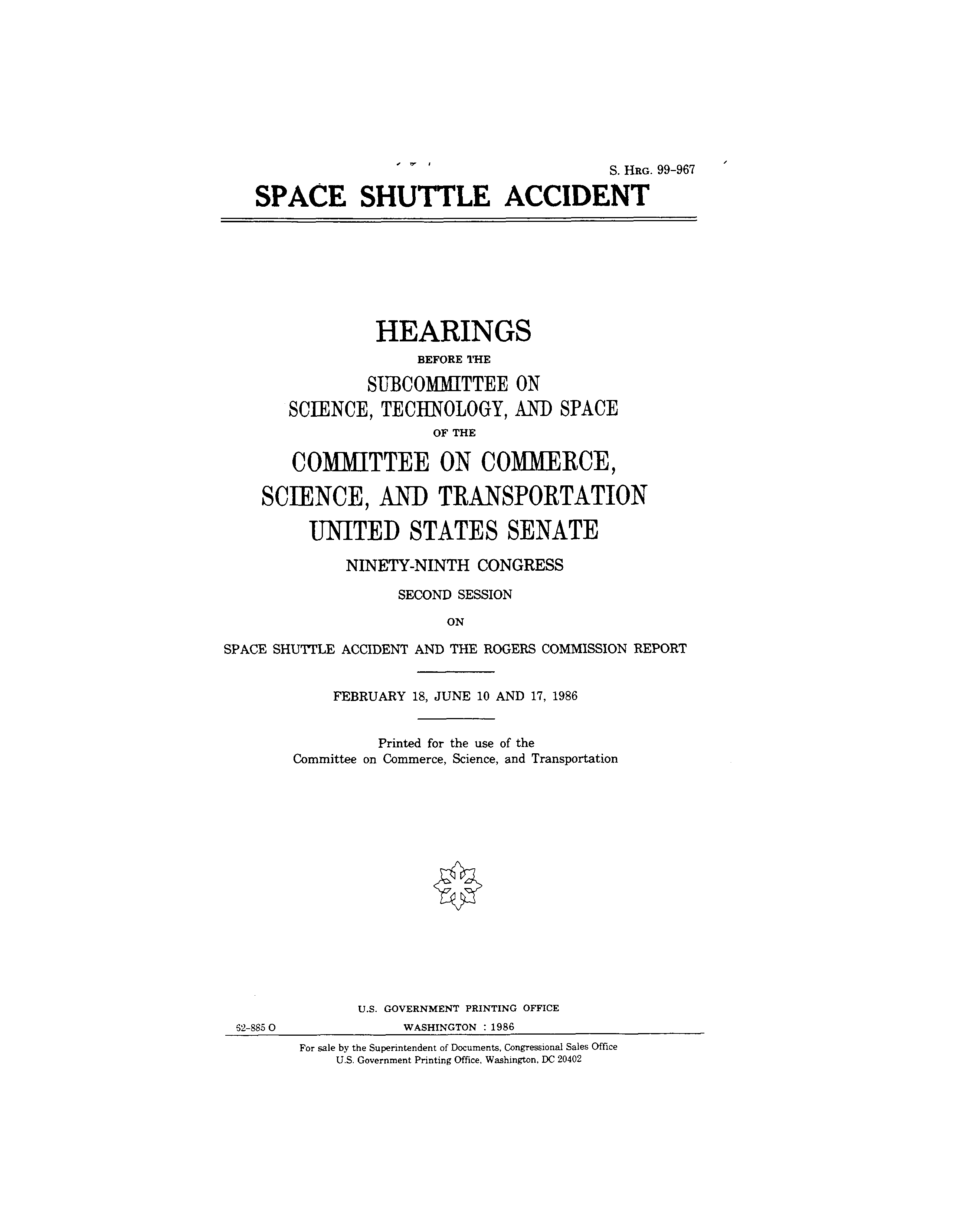
議会に提出された委員会の報告書の表紙

ロジャース委員会報告（ロジャースいいんかいほうこく、Rogers Commission Report）は、STS-51-Lでのチャレンジャー号爆発事故の調査を担う大統領委員会である。1986年6月9日にアメリカ合衆国大統領ロナルド・レーガンに提出された報告書では、離陸73秒後に起こった事故の原因を決定するとともに、アメリカ航空宇宙局(NASA)に対して、将来のミッションのために新しい安全装置と組織を導入することを求めている。

## 委員会のメンバー

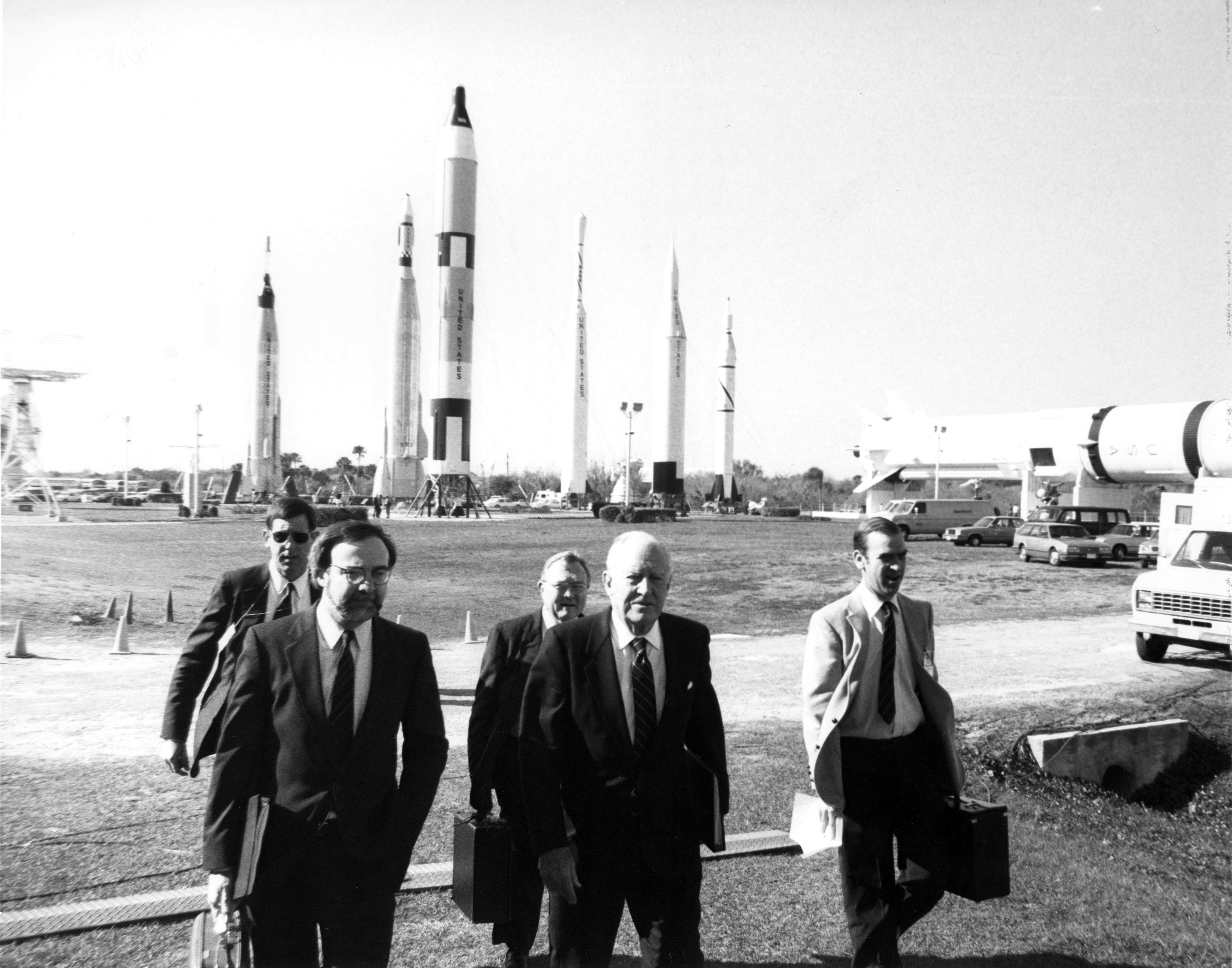
ケネディ宇宙センターに到着したロジャース委員会のメンバー

- ウィリアム・P・ロジャーズ（英語版）（委員長） - 元アメリカ合衆国国務長官
- ニール・アームストロング（副委員長） - 元宇宙飛行士（アポロ11号）
- デヴィッド・エイクソン
- ユージン・コバート
- リチャード・ファインマン - 1965年ノーベル物理学賞受賞者
- ロバート・ホッツ
- ドナルド・クティナ - アメリカ空軍大将
- サリー・ライド - アメリカ人女性初の宇宙飛行士（STS-7）
- ロバート・ランメル
- ジョー・サター
- アーサー・ウォーカー
- アルバート・ウィーロン
- チャック・イェーガー - 世界で初めて音速を超えたアメリカ空軍准将
- アルトン・キール（事務局長）

## Oリングの欠陥

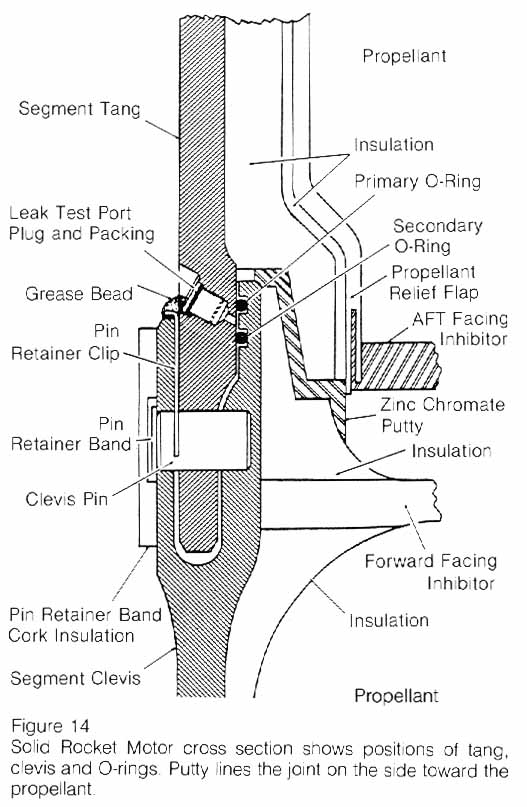
固体燃料補助ロケットの接続部（ロジャース委員会報告から）

委員会は、船尾右側の固体燃料補助ロケットとの接合部を覆っていたOリングの欠陥が事故の原因で、加圧された熱いガスがOリングを吹き抜け、隣接する外部燃料タンクと接触し、構造的な破壊をもたらしたことが事故の原因であったことを解明した。Oリングの欠陥は設計上のミスによるものであり、打上げ時の低温等が原因で、容易にその性能を発揮できなくなる状態であった。

### 歴史上の事故の「根」
この報告書では、広範に事故の根本的な原因を求めた。ほとんどは、NASAと製造者のATKランチ・システムズ・グループの不適切な対処に依るものであった。委員会は、1977年当時からNASAの責任者がOリングの欠陥を知っていただけではなく、それが大事故に繋がる可能性があることにも気付いていたことを発見した。この事実から、委員会は、チャレンジャー号事故は「歴史に根ざした事故」であると結論付けた。

### 不適切な打上げの決定
またこの報告書では、チャレンジャー号打上げの意志決定に至る過程についても強く批判している。委員会は、NASAの責任者が、気温の低下がOリングに与える影響に係るATKランチ・システムズ・グループのサイオコル社の技術者の懸念を知らず、ロックウェル・インターナショナルが発射台の大量の氷の存在が打上げの制約となると判断していることを理解していなかった。これについては、次のように述べられている。
･･･連絡の失敗で、不完全で誤誘導的な情報に基づき、打上げが決定された。そしてNASAの運営構造が、技術的なデータと運営判断の間の不一致、内部の飛行安全の問題が責任者を経由しないことを許した。

### リチャード・ファインマンの役割
委員会のメンバーのうち、最も有名な者の1人が理論物理学者のリチャード・ファインマンである。他のメンバーとの関係では、空軍大将であったクティナと親友と呼べる仲となり、共に行動することが多かった。委員会の閉会後もロジャースとの関係が悪化したときにクティナが仲介に入っている。クティナとファインマンのコンビが本委員会で重要な役割を果たすこととなった。自由に行動しても良いとのロジャースの指示もあったが、彼の独自調査のスタイルは、ロジャースを困らせ、ある時は「ファインマンは悩みの種だ」とコメントされたこともあった。テレビを通じたヒアリングで、ファインマンはよく知られているように、材料のサンプルを氷水の入ったグラスに浸し、氷点下の温度で如何にOリングの弾力性がなくなり、気密性を損なうかを実証した。ファインマンの独自の調査で、NASAの技術者と幹部の間の情報の断絶が想像されていたよりもずっと著しかったことが明らかとなった。NASA高官に対する彼のインタビューは、基礎的な概念の驚くべき誤解があることを明らかにした。そのような概念の1つは、安全率の決定であった。
例えば、初期の試験で、いくつかのブースターロケットのOリングが3分の1のところで燃えた。これらのOリングは固体燃料ブースターを構成する垂直円筒状の区画に必要なガスを漏らさないためのものである。NASAの責任者はこの結果をOリングの安全率が3であることを示すものとして記録した。ファインマンは、信じられない思いでこの誤りの重大性を説明した。「安全率」とは、ある物体が考えられる限り以上の力を受けた時にも耐えることができる設計である。ファインマンの説明を要約すると、実際に1000ポンド以上の負荷がかかることが考えられない場合に、3000ポンドまで無傷で耐えられる橋を設計すると安全率は3となる。しかし、1000ポンドのトラックが橋を渡ってひびが生じたとしたら、それが桁の3分の1にしか達していなかったとしても、安全率はもはや0であり、実際に橋が崩落しなかったとしても欠陥品なのである。
NASAの責任者がこの概念を誤解していただけではなく、実際は全く逆の意味で使っていたことに対し、ファインマンは明らかに動揺していた。ファインマンは、NASAの幹部と技術者の間の情報伝達不足をさらに調査し、幹部が、スペースシャトルに大事故が起きるリスクが10万回に1回と話すのを聞いて衝撃を受けた。ファインマンはすぐに、この主張のばかばかしさに気付いた。このリスク評価では必然的結果として、NASAが274年間毎日スペースシャトルを飛ばしても平均して1回しか事故が起こらないということになる。ファインマンは、この10万回に1回という数値が有人飛行を前提とした目標値であり、そこから部品の故障率を算定するためのものであることに気付いた。
ファインマンはこの状況の2つの面に困惑していた。1つめとして、NASAの幹部はそれぞれ個々のボルトにまで故障の確率を割り当て、その確率は1億分の1だということもあった。ファインマンは、そのような科学的にまず起こりそうにないことを計算することは無意味であると指摘した。2つめとして、ファインマンはこのようなずさんな科学に困惑していただけではなく、NASAは大事故が起こるリスクは「必然的に」10万分の1になると主張していた。数字自体が信じがたいものであったが、ファインマンは、この文脈で「必然的に」が何を意味しているのか、この数字が他の計算からも論理的に導かれるのか、それともそのような数字であってほしいというNASAの幹部の願いを反映しているのか、といったことに疑問を感じた。
ファインマンは、10万分の1という数字は空想上のもので、スペースシャトルの惨事が起こる確率は荒い推定で100分の1程度ではないかと疑っていた。その後彼は、技術者自身に調査を行うことを決め、彼らに匿名でスペースシャトルの爆発の確率の推定値を書かせた。ファインマンは、技術者の大半がその確率を50分の1から200分の1と評価していることを発見した(スペースシャトル退役時点で135回の飛行で2件の大事故が発生しており、確率は67.5分の1であった)。この事実は、NASA幹部と技術者の間で意思の疎通が明らかに図られていなかったことを確固としただけでなく、ファインマンの感情に火を点けた。彼は、これらの意識の違いを述べるにあたりNASAの問題に関する厳しいが冷静な分析から次第に離れ、科学的な不備から倫理的な不備に至ったと認識するに至った。NASAが学校教師クリスタ・マコーリフを乗組員としてミッションに参加させるため、この空想上の数字を公衆を納得させる事実として示していたことに腹を立てた。ファインマンは、100分の1というリスクを否定してはいなかったが、一般人を飛行士に起用するにあたっては真のリスクを正直に述べる必要があったと強く感じた。
ファインマンの調査は最終的に、チャレンジャー号の事故の原因の大部分はNASA幹部の安全率に対する誤解にあることを示唆した。Oリングは、スペースシャトルの固体ロケットブースターを密閉し、ロケットの熱いガスが逃げて機体を損傷することを防ぐために設計されたゴムのリングである。ファインマンはNASAの主張をよそに、Oリングは低温に適していないもので、寒い時には弾力性を失い、そのためロケットの圧力が固体燃料ブースターを変形させた際に気密性が保てなくなったと疑った。これは同委員会のメンバーであるクティナ大将からの、「キャブレターをいじっている時に気がついたのだが、Oリングは寒いとどういう影響があるだろうか？」という質問からであった。Oリングの低温での信頼性の問題に気づいたあるNASAの宇宙飛行士がクティナに打ち明けていたという後日談がある。のちにファインマンは、クティナのキャブレターの話は、NASAの宇宙飛行士を守るための口実だったのではないかと振り返っている。更なる後日談として、クティナはこの宇宙飛行士が本委員会のメンバーであるサリー・ライドであったと明かしており、クティナが利害関係者を守ろうとしていたのではないかというファインマンの推測は的中していた。
またファインマンの調査は、固体燃料ブースターを製造したATKランチ・システムズ・グループの技術者からも、Oリングに関する多くの懸念の声が上がっていたが、情報共有の不足からNASAの幹部に伝わっていなかったことも明らかとした。彼は、NASAの他の多くの部署でも同様の情報共有不足による失敗を見つけていたが、そのソフトウェア開発の確固とした高い効率の品質管理手順を名指しで褒め、その後、NASAの幹部の意向で、金を節約するために試験を減らしたり省略されていたことを指摘した。
NASAの幹部と技術者と対した彼の経験から、ファインマンはNASAの幹部の科学理解の欠如と、2陣営の情報共有不足、そしてスペースシャトルのリスクについての意図的な過小評価とその偽りの公表が事故の原因であったと結論付け、NASAは内部の矛盾を解決し、スペースシャトルの安全性に関する正直な絵を描けるまでスペースシャトルの打上げを中断することを求めた。ファインマンは委員会の他のメンバーの知性に敬意を持っていたものの、ロジャースを含めてNASAに積極的な批判ができる人物が少ないことが問題だと初めから気づいていた。実際ロジャースは、報告書の最後に今後も国民や政府はNASAを強く支持するべきだとの趣旨の「第10の勧告」を盛り込みたいと提言を行ない、ロジャースや他の委員たちもNASA内部に事故の原因を求めるべきであることを知りながら、一方でNASAの業務を停止したり資金を減らしたりする必要はないと考えていることが明確となった。彼以外の委員会のメンバーは、ファインマンの反対意見や多くの請願を受けた後で、ファイマン独自の実質的な批判文書である23号文案を付録Fという形に格下げにはなるが、その科学的な反対意見書を報告書に含めることにした。実際に、ファインマンは、NASAの「安全文化」の欠陥に非常に批判的であったため、ロジャースがNASA寄りの提案である第10の勧告を最終の委員会後に盛り込もうとした時に、付録Fとして付けられたスペースシャトルの信頼性に関する彼の個人的な見解が報告書に含められることと、第10の勧告を削除するまでは、自身の署名を報告書から除くように求めて抵抗した。この署名拒否の事案はマスコミの知るところになったが、実際は、クティナ氏の説得もあり妥協案を飲んで、第10の勧告はやや語尾の表現を柔らくすることで採用され、付録F(23号文案)もそのまま採用されることとなった。。
その付録を、ファインマンは次のように結んでいる。
ファインマンは、1988年に公表された著書『困ります、ファインマンさん』(What Do You Care What Other People Think?)でこの時の調査について書いている。本の後半は、調査の内容と、科学と政治の間の関係についてで占められている。

## 結果
ロジャース委員会は、スペースシャトル計画の安全性の向上に関する9つの勧告を提言し、NASAは、30日以内にこれらの勧告の実施の計画を提出するように大統領のレーガンから命じられた。
ちなみに、委員会の最終の会合が終わった後に、ロジャースは独自に勧告に追記として第１０の提案を思い付く。一方、その提案をみたファインマンが、政策上の話でまったく証拠に基づかない作文だとして削除を要求して抵抗した。ロジャースによる第10の提案は、９つの具体的かつ論理的な提案とまったく論調が異なり、提案の最後に「Concluding Thought（結びに）」として、追記された。内容は
といったNASAを称えつつ、全く非難しない内容となっている。ロジャースは、メンバー全員に電話でこの提案の追記の承諾を依頼した上で、賛成が多かったとファインマンに説明したが、ファインマンは疑ってかかり、メンバーに実際電話をかけることで嘘を見破り、ロジャースとの信頼関係の悪化とともに後にマスコミに報道されてしまうサイン拒否のトラブルのきっかけとなった。「第10の勧告」が「結び」に変更されたのは、ファインマンの抗議の結果である。
委員会の勧告に対し、NASAは、委員会に規定された独立組織の監視の下でスペースシャトルの固体ロケットブースターの全面的な再設計を始めた。NASAとATKランチ・システムズ・グループの契約の中には、「命やミッションの喪失」に繋がる失敗の時には、ATKランチ・システムズ・グループは1000万ドルを没収され、失敗に対する法的責任に公式に同意することという条項が盛り込まれていた。チャレンジャー号事故の後、ATKランチ・システムズ・グループは、法的責任を負う代わりに罰金条項を自らの意志で受け入れた。
NASAはまた、NASAの副長官に指名された者が責任者を務め、安全性、信頼性、品質保証を担当する部署を新設し、NASA長官に直接報告することとした。以前マーティン・マリエッタに在籍していたジョージ・マーティンがこの地位に指名された。以前のチャレンジャー号の飛行責任者であるジェイ・グリーンは、安全部門の長となった。
NASAによって進められていた非現実的で楽観的な飛行スケジュールは、事故の一因であるとのロジャース委員会の批判を受け、事故後はNASAはより現実的な飛行計画を立て、チャレンジャー号の代わりに新しいオービタのエンデバーを投入した。1986年8月、大統領のレーガンは、スペースシャトルは商用の衛星を運ばないと宣言した。32箇月の中断期間をおき、次のミッションSTS-26は、1988年9月29日に打ち上げられた。
2003年のコロンビア号空中分解事故の後、NASA幹部の安全への態度が再び注目を集めた。コロンビア号事故調査委員会は、NASAはチャレンジャー号の事故から多くを学ぶことに失敗したと結論付けた。特に、NASAは、安全を監督する真に独立な組織を設けず、「NASAのロジャース委員会への対応は委員会の意図したものを満足できなかった」と結論付けられた。コロンビア号事故調査委員会は、チャレンジャー号の事故の時と同じような意志決定過程の欠陥が17年の時を経てコロンビア号の事故も引き起こしたと指摘した。